# Sullens
Sullens är en ort och kommun i distriktet Gros-de-Vaud i kantonen Vaud, Schweiz. Kommunen har 1 198 invånare (2023).